# James Charles McGuigan
James Charles McGuigan (26 novembre 1894, Hunter River, Île-du-Prince-Édouard - 8 avril 1974, Toronto), petit-fils de catholiques irlandais, fut un prélat canadien de l'Église catholique romaine. Il fut archevêque de Toronto de 1934 à 1971 et fut créé cardinal en 1946.

## Biographie
Il fut ordonné prêtre en 1918 après des études de théologie à Québec.
Pie XI le nomma archevêque de Regina en 1930 puis archevêque de Toronto en 1934, charge qu'il conserva pendant 36 ans jusqu'en 1971.
En 1946, il fut créé cardinal par Pie XII. Il fut ainsi le premier cardinal canadien de langue anglaise.

## Succession apostolique
James Charles McGuigan a ordonné les évêques suivants :
- Évêque Francis Patrick Carroll (de) (1936)
- Archevêque Martin Michael Johnson (1936)
- Évêque Benjamin Ibberson Webster (1946)
- Archevêque Michael Cornelius O’Neill (de) (1948)
- Évêque Kenneth Roderick Turner, S.F.M. (1948)
- Évêque Francis Joseph Klein (de) (1952)
- Archevêque Paul Bernier (en) (1952)
- Évêque Michael Alphonsus Harrington (en) (1952)
- Évêque Francis Valentine Allen (de) (1954)
- Cardinal Umberto Mozzoni (1954)
- Évêque Francis Anthony Marrocco (1956)
- Cardinal George Bernard Flahiff, C.S.B. (1961)
- Archevêque Joseph Lawrence Wilhelm (de) (1963)